# Liste des maires de Bernac-Dessus

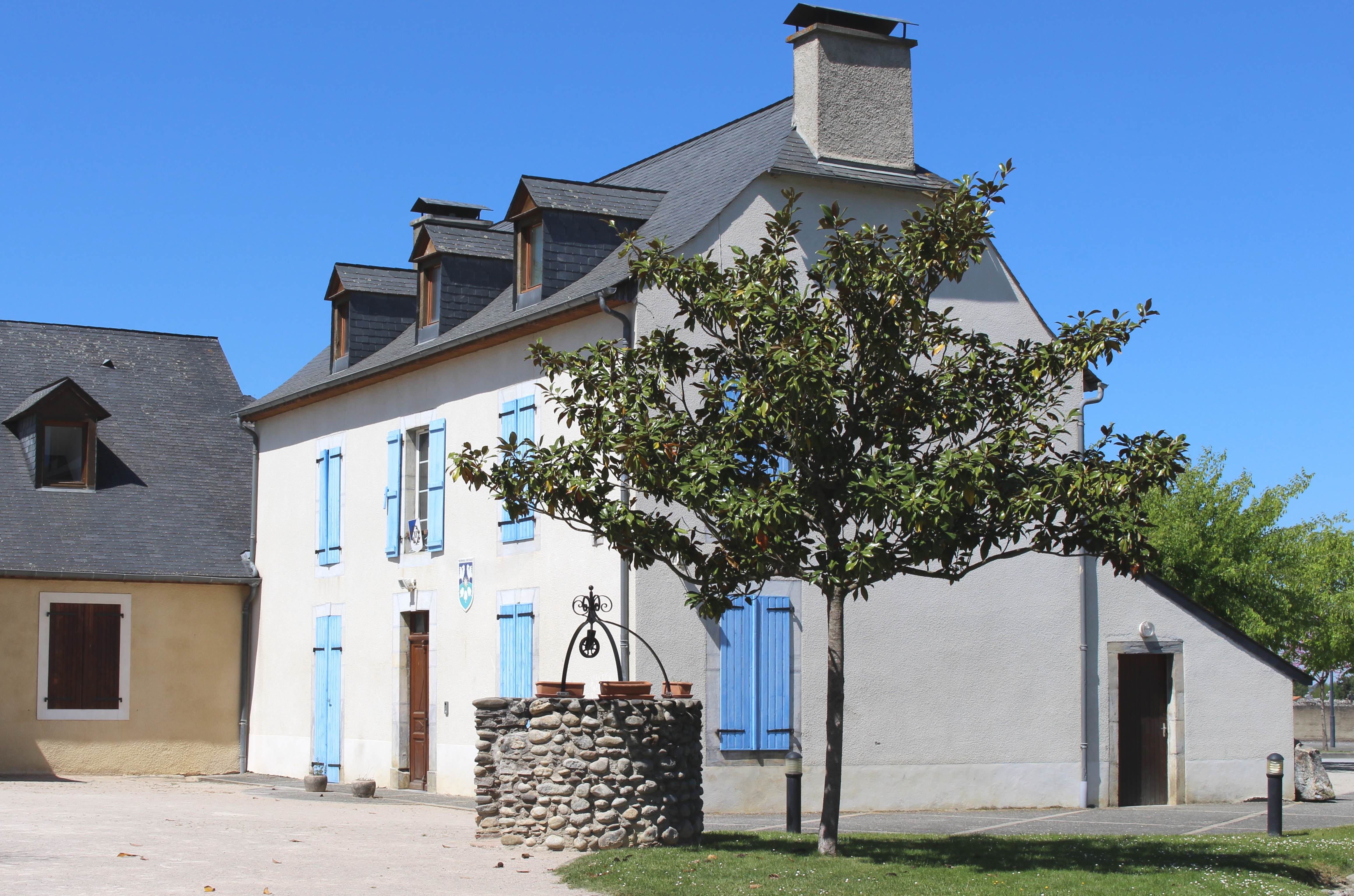
La mairie en 2017.

## Liste des maires
| Période                                  | Période   | Identité         | Étiquette | Qualité |
| ---------------------------------------- | --------- | ---------------- | --------- | ------- |
| Les données manquantes sont à compléter. |           |                  |           |         |
| 1976                                     | mars 1989 | Etienne Carmouze |           |         |
| mars 1989                                | juin 1995 | Joseph Bouchara  | PCF       |         |
| juin 1995                                | mars 2001 | Etienne Carmouze |           |         |
| mars 2001                                | mars 2020 | André Barret     |           |         |
| mars 2020                                | en cours  | Joël Cazedebat   |           |         |